# Селими, Петрит
Петрит Селими (алб. Petrit Selimi; род. 1 мая 1979 года, Приштина) — косовский политик и дипломат.
Исполняющий обязанности министра иностранных дел Республики Косово с 7 апреля по 5 июня 2016 года.

## Биография
Он имеет степень бакалавра в области социальной антропологии Университета Осло, получил степень магистра в области средств массовой информации и коммуникаций в Лондонской школе экономики.
Селими работал консультантом по связям с общественностью. С июня 2011 года он занимал должность заместителя министра иностранных дел.
Свободно говорит на албанском, английском, сербском и норвежском языках.
Женат на Арлинде Селими с 2010 года. У них есть сын Ррок Трим Селими.